# Baby Washington

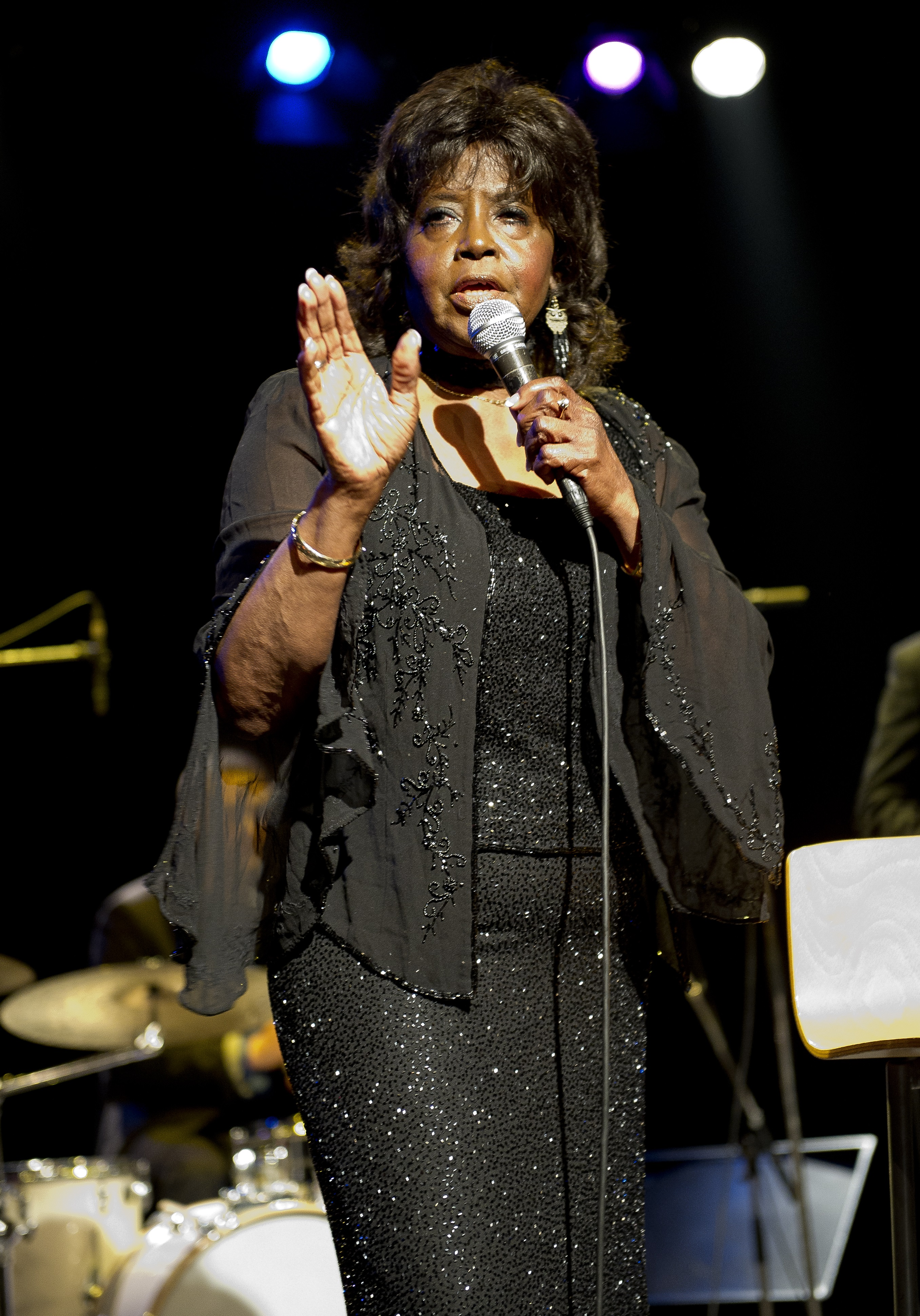
Baby Washington (2014)

Justine „Baby“ Washington (* 13. November 1940 in Bamberg, South Carolina) ist eine amerikanische Soulsängerin. Zu ihren Hits gehören u. a. The Time (1959), The Bells (1959), Nobody Cares (1961), That’s How Heartaches Are Made (1963) und Only Those in Love (1965).

## Biografie
Washington wuchs in Harlem in New York auf. 1956 schloss sie sich der Gesangsgruppe The Hearts an, im Jahr darauf begann sie, solo aufzutreten. In 15 Jahren hatte sie 15 Titel in den amerikanischen R&B-Charts, die meisten davon in den 1960er Jahren. Die bestplatzierten Lieder sind Only Those in Love aus dem Sommer 1965 und That’s How Heartaches Are Made von 1963, die beide Platz 10 der R&B-Charts erreichten. That’s How Heartaches Are Made ist außerdem auch der höchstplatzierte Titel Washingtons in den US-Popcharts, wo das Lied bis auf Platz 40 stieg. Insgesamt schafften es acht Singles, sich in dieser Hitparade zu platzieren. 
In den 1970er Jahren ließ der Erfolg nach. Mit Forever und I’ve Got to Break Away schafften es 1973 nochmal zwei Singles Washingtons in die Top 40 der R&B-Charts. Die letzte Chartnotierung gab es für die Sängerin 1975, als Can’t Get Over Losing You Platz 88 der R&B-Hitliste erklomm. Baby Washington trat auch weiterhin live auf, zuletzt 2008.

## Diskografie

### Alben
- 1962: Wilbert Harrison V. Baby Washington (Splitalbum mit Wilbert Harrison)
- 1963: That’s How Heartaches Are Made
- 1965: Only Those in Love
- 1968: With You in Mind
- 1971: The One and Only
- 1973: Lay a Little Lovin’ on Me (mit Don Gardner)
- 1978: I Wanna Dance

### Kompilationen
- 1967: The Soul of Baby Washington
- 1969: Soulful Baby
- 1996: The Sue Singles
- 2005: I’ve Got a Feeling … The Best Of
- 2006: The J & S Years (mit The Hearts)

### Singles
| Jahr | Titel Album                                         | Höchstplatzierung, Gesamtwochen, AuszeichnungChartplatzierungen (Jahr, Titel, Album, Platzierungen, Wochen, Auszeichnungen, Anmerkungen) | Höchstplatzierung, Gesamtwochen, AuszeichnungChartplatzierungen (Jahr, Titel, Album, Platzierungen, Wochen, Auszeichnungen, Anmerkungen) | Anmerkungen |
| Jahr | Titel Album                                         | US | R&B | Anmerkungen |
| ---- | --------------------------------------------------- | --- | --- | --- |
| 1959 | The Time                                            | — | R&B22 (5 Wo.)R&B | Erstveröffentlichung: Dezember 1958 Autor: Baby Washington                                                                     |
| 1959 | The Bells (On Our Wedding Day)                      | — | R&B20 (5 Wo.)R&B | Erstveröffentlichung: Juni 1959 Autor: J. Hicks                                                                                |
| 1961 | Nobody Cares (About Me)                             | US60 (9 Wo.)US | R&B17 (4 Wo.)R&B | Erstveröffentlichung: April 1961 Autor: Baby Washington                                                                        |
| 1962 | Handful of Memories That’s How Heartaches Are Made  | — | R&B16 (3 Wo.)R&B | Erstveröffentlichung: August 1962 Autoren: Lee Porter, Ronald Miller                                                           |
| 1963 | That’s How Heartaches Are Made                      | US40 (12 Wo.)US | R&B10 (4 Wo.)R&B | Erstveröffentlichung: März 1963 Autoren: Ben Raleigh, Bob Halley                                                               |
| 1963 | Leave Me Alone That’s How Heartaches Are Made       | US62 (10 Wo.)US | R&B21 (3 Wo.)R&B | Erstveröffentlichung: Juni 1963 Autoren: Larry Weiss, Lockie Edwards Jr., Mat Paul Maurer                                      |
| 1963 | Hey Lonely One                                      | US100 (1 Wo.)US | — | Erstveröffentlichung: Oktober 1963 Autoren: Betty Jackson, Henry Murray Jr.                                                    |
| 1964 | Who’s Going to Take Care of Me Only Those in Love   | — | R&B31 (6 Wo.)R&B | Erstveröffentlichung: Dezember 1963 als Justine Washington Autor: Baby Washington                                              |
| 1964 | I Can’t Wait Until I See My Baby Only Those in Love | US93 (3 Wo.)US | — | Erstveröffentlichung: März 1964 als Justine Washington Autoren: Chip Taylor, Norman Meade Original: Aretha Franklin, 1964      |
| 1964 | The Clock Only Those in Love                        | US100 (1 Wo.)US | R&B36 (4 Wo.)R&B | Erstveröffentlichung: Juli 1964 Autor: Baby Washington                                                                         |
| 1964 | It’ll Never Be Over for Me Only Those in Love       | US98 (2 Wo.)US | R&B22 (8 Wo.)R&B | Erstveröffentlichung: Oktober 1964 Autoren: Norman Blagman, Sam Bobrick                                                        |
| 1965 | Only Those in Love                                  | US73 (9 Wo.)US | R&B10 (9 Wo.)R&B | Erstveröffentlichung: 24. Mai 1965 Autoren: Charles Singleton, Bert Kaempfert Original: Bert Kaempfert and His Orchestra, 1960 |
| 1969 | I Don’t Know                                        | — | R&B35 (3 Wo.)R&B | Erstveröffentlichung: August 1969 Autoren: Dave Crawford, Shari-Lea Verga                                                      |
| 1973 | Forever Lay a Little Lovin’ on Me                   | — | R&B30 (7 Wo.)R&B | Erstveröffentlichung: Mai 1973 mit Don Gardner Autoren: Lamont Dozier, Brian Holland, Freddie Gorman                           |
| 1973 | Just Can’t Get You Out of My Mind                   | — | R&B76 (8 Wo.)R&B | Erstveröffentlichung: Juli 1973 Autor: Vinnie Barrett                                                                          |
| 1973 | I’ve Got to Break Away                              | — | R&B32 (12 Wo.)R&B | Erstveröffentlichung: Oktober 1973 Autoren: Baby Washington, Big Dee Irwin, Lorraine Chandler                                  |
| 1975 | Can’t Get Over Losing You                           | — | R&B88 (4 Wo.)R&B | Erstveröffentlichung: Oktober 1975 Autor: Donnie Elbert                                                                        |

Weitere Singles
| - 1957: Every Day (VÖ: April) - 1958: Congratulations Honey (VÖ: Januar) - 1958: Ah-Ha - 1958: Hard Way to Go - 1958: I Hate to See You Go - 1959: Let’s Love in the Moonlight (VÖ: Oktober) - 1960: Deep Down Love (VÖ: Mai) - 1960: Medicine Man (als Jeanette B. Washington; VÖ: August) - 1960: Too Late (VÖ: Dezember) - 1961: Money’s Funny (VÖ: April) - 1961: Let Love Go By (VÖ: Juni) - 1961: Don’t Cry, Foolish Heart (VÖ: September) - 1962: No Tears (VÖ: Mai) - 1962: Hush Heart (VÖ: November) - 1963: It’s Been a Long Time - 1965: Run My Heart (VÖ: Januar) - 1965: There He Is (VÖ: November) | - 1966: White Christmas (VÖ: Dezember) - 1967: You Are What You Are (VÖ: Januar) - 1967: Like a Rolling Stone - 1968: I Know (VÖ: November) - 1969: Breakfast in Bed - 1969: Hold Back the Dawn - 1970: I Love You Brother (VÖ: März) - 1970: Don’t Let Me Lose This Dream (VÖ: August) - 1970: Is It Worth It (VÖ: Dezember) - 1972: Baby Let Me Get Close to You - 1974: Lay a Little Lovin’ on Me (mit Don Gardner) - 1974: Care Free (VÖ: Dezember) - 1976: Either You Love Me or Leave Me (VÖ: Oktober) - 1978: Tear After Tear - 1979: Turn Your Boogie Loose - 1981: Come See About Me |